# Priesterpfuhl

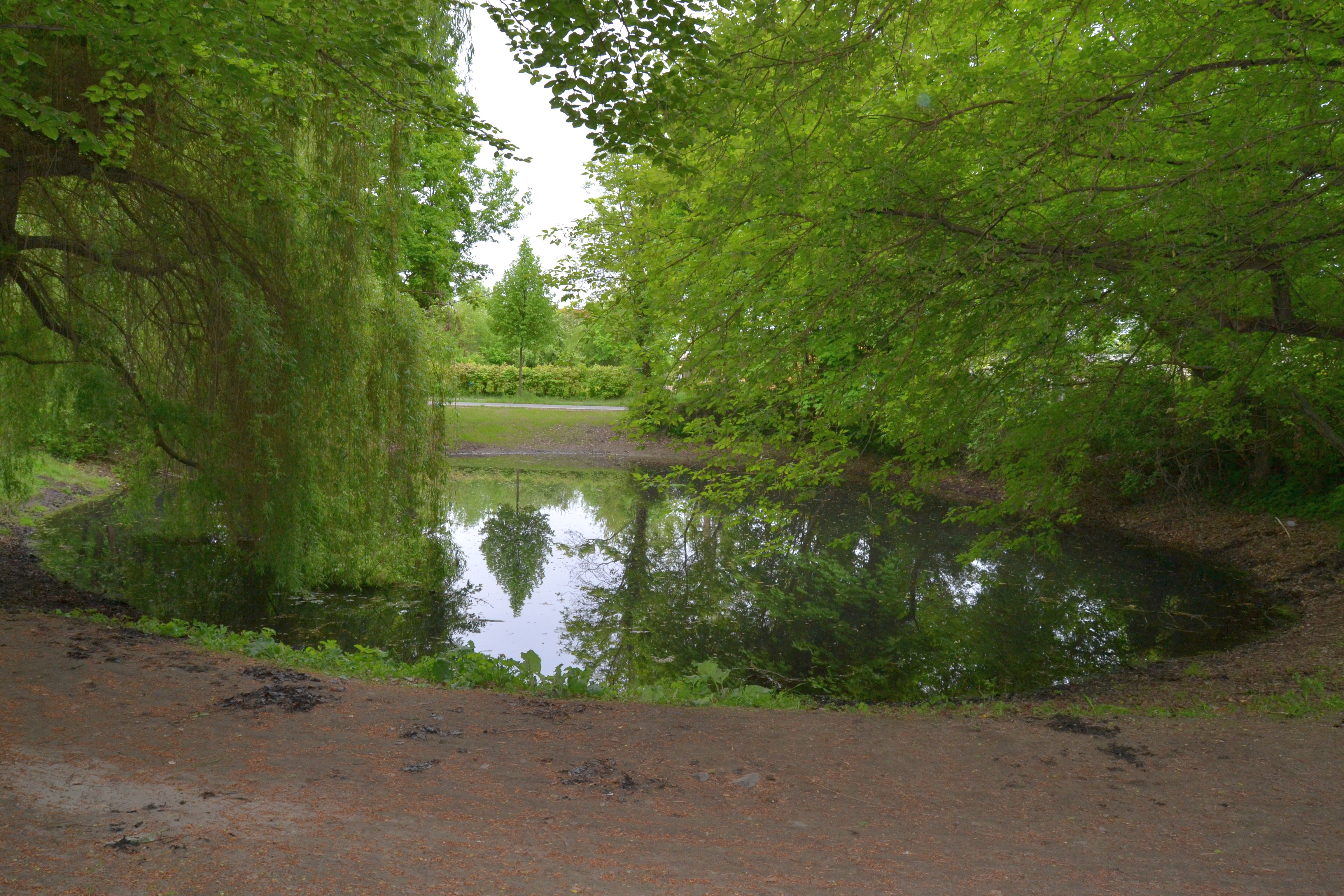
Der Priesterpfuhl im Frühjahr vom Schlosspark gesehen

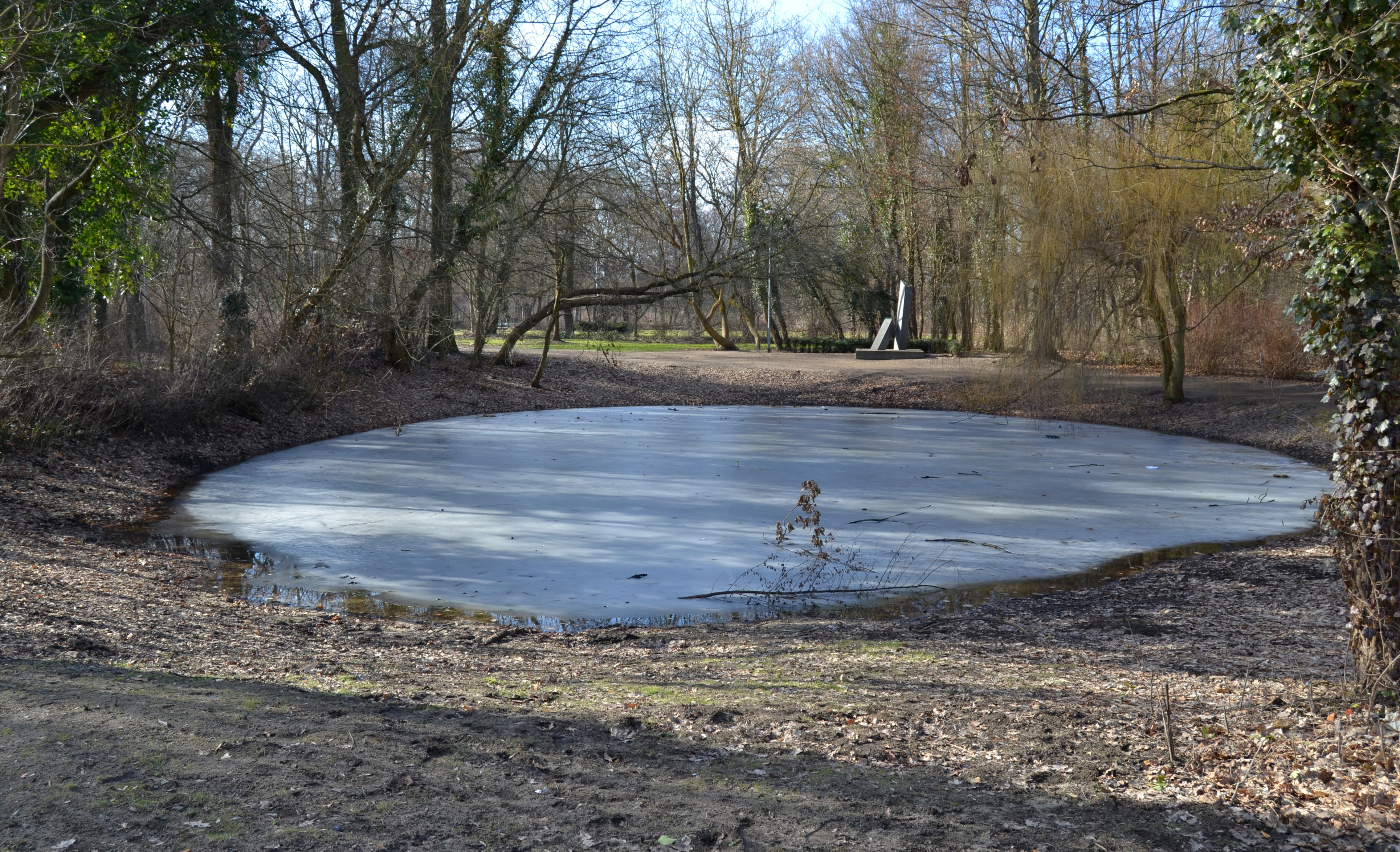
Der zugefrorene Priesterpfuhl von der Dorfaue gesehen, im Hintergrund das Denkmal für die Opfer des Holocaust

Der Priesterpfuhl ist ein Soll in Kleinschönebeck, heute Ortsteil von Schöneiche bei Berlin.
Der Priesterpfuhl liegt nahe dem Dorfanger, der Dorfaue, des ehemaligen Bauerndorfes Kleinschönebeck, gegenüber der alten Dorfkirche und der Schule. Auf der anderen Seite grenzt er an den Schlosspark. Nahe das schlossparkseitigen Ufers steht das Denkmal für die jüdischen Schöneicher Opfer der Nationalsozialistischen Diktatur. Der Teich erhielt seinen Namen nach dem neben ihm liegenden Pfarrhaus. Der Teich war in der DDR-Zeit stark heruntergekommen und wurde in den Jahren nach der Wende wieder renaturiert. Er ist Brutplatz für Frösche und Insekten. Für Vögel ist der von wenigen Bäumen umstandene Teich nur als temporärer Aufenthaltsort, wegen der fehlenden Ruhe an der zentralen Stelle des Ortes aber weniger als Brutplatz geeignet. Der Teich wird von mehreren Bäumen, darunter Weiden, umstanden. Unterholz oder andere Gewächse umgeben das Gewässer nicht, weshalb die Uferregion einen sehr kargen, nackten Eindruck macht. Während der Teich früher im Sommer ab und an trocken fiel, wird er heute durch den Zufluss von Regenwasser aus der Region ebenso wie der wenig entfernt liegende Bäckerpfuhl heute das ganze Jahr über gespeist. Der Priesterpfuhl ist bislang kein Naturdenkmal.